# Sven-Gunnar Larsson
Sven-Gunnar Larsson (* 10. Mai 1940) ist ein ehemaliger schwedischer Fußballnationalspieler.

## Laufbahn
Larsson startete seine Karriere beim unterklassigen IF Saab. Er debütierte am 26. August 1962 für Örebro SK beim 4:3-Erfolg gegen IF Elfsborg in der Allsvenskan. Bis zu seinem Karriereende 1975 stand der Torwart 274 Mal in der ersten Liga auf dem Platz. 
Larsson war 27 Mal schwedischer Nationalspieler. Er debütierte im Oktober 1965 im Spiel gegen Norwegen. Mit der Nationalmannschaft nahm er an den Weltmeisterschaften 1970 und 1974 teil. Beim Turnier 1970 kam er zweimal zum Einsatz, 1974 war er nur Ersatzmann für Ronnie Hellström.
Nach seinem Karriereende arbeitet er 15 Jahre als Torwarttrainer für seinen Stammverein.